# Manfred Artur Ebel
Manfred Artur Ebel (ur. 15 kwietnia 1932 w Jeleniej Górze) – niemiecki polityk, poseł do Parlamentu Europejskiego II kadencji.

## Życiorys
Z zawodu sprzedawca przemysłowy. Zaangażował się w działalność polityczną w ramach Unii Chrześcijańsko-Demokratycznej, w latach 1972–1976 i 1980–1982 kierował jej strukturami w Bremerhaven. W 1984 wybrano go posłem do Parlamentu Europejskiego z Bremy (okręg Nadrenia Północna-Westfalia). Przystąpił do Europejskiej Partii Ludowej, należał do Komisji ds. Transportu i Turystyki, Komisji ds. Polityki Regionalnej i Planowania Regionalnego oraz Komisji ds. Rolnictwa, Rybołówstwa i Rozwoju Wsi. W 1989 nie uzyskał reelekcji.